# Hisampur
Hisampur és una vila de la regió de l'Oudh, Índia, estat d'Uttar Pradesh. Es centre d'una comarca i antiga pargana amb 782 km² i una població el 1869 de 129.581 habitants i el 1881 de 144.238.
La seva importància és històrica. La zona fou conquerida als bhars, inicis del segle xi, suposadament per Hisam al-Hak, company del príncep gaznèvida Sayyid Sallar Masud i mort a la mateixa batalla que aquest; no obstant després de la conquesta els bhars la van tornar a dominar i no fou musulmana fins vers el 1226 quan Nasir al-Din Muhammad va conquerir Oudh per al sultanat de Delhi. Llavors va arribar la tribu àrab dels ansaris que van fundar la ciutat i li van donar el nom en honor de Hisam al-Hak; els ansaris van poblar Hisampur, Pachambar i Tawakulpur i van incrementar progressivament els seus dominis fins a adquirir uns 250 pobles però els bhars van conservar el rerepaís. En el regnat de Muhammad Shah II Tughluk (1325-1351) la regió fou donada en jagir a l'ancestre dels Jarwal Sayyids, procedents de Pèrsia, que va tenir dificultats per aconseguir el domini efectiu; els ansaris van desaparèixer en algun moment i la pargana d'Hisampur que era la base dels seus dominis, va passar als sayyids els quals al segle xix dominaven 276 pobles dels quals 157 els havien adquirit per compra, però havien hagut de cedir uns 50 pobles als rajputs kalhans de Chhedwara que a la segona meitat del segle xix dominaven 112 viles a l'entorn d'Hisampur; els raikwars al seu torn dominaven 52 pobles al nord de la comarca o pargana; un dels estats zamindaris principals era la ilaka de Dubhapur, concedida a una kazi que va arribar al rang de kanungo de la pargana i que va conservar la propietat sota els britànics.